# Lestoidea conjuncta
Lestoidea conjuncta är en trollsländeart som beskrevs av Tillyard 1913. Lestoidea conjuncta ingår i släktet Lestoidea och familjen Lestoideidae. Inga underarter finns listade i Catalogue of Life.